# 佐藤賢一 (俳優)
佐藤 賢一（さとう けんいち、1970年4月15日 - ）は、東京都出身の俳優。ジャパンアクションエンタープライズ所属。趣味は釣り・ゲーム・カラオケ、特技は水泳。

## 出演

### テレビドラマ
- 貯まる女 第1話（2000年、テレビ東京）
- Gメン'75スペシャルII（2001年、TBS）
- 西遊記（2006年、フジテレビ） - 手下 役
- あんみつ姫（2007年、フジテレビ） - 飛脚 役
  - あんみつ姫2（2009年） - ねずみ一派 役
- 第46回新春かくし芸大会2009（2009年1月1日、フジテレビ）
- 特命係長 只野仁 (テレビドラマ)（テレビ朝日）
  - 4thシーズン（2009年）
  - ファイナル（2012年） - 男 役
- 外事警察（2009年、NHK） - SAT隊員 役
- 火曜22時ドラマ「白い春」 最終話（2009年、フジテレビ） - スタンドイン
- 温泉 (秘) 大作戦 7（テレビ朝日）
- サラリーマン金太郎2 第1/2話（2010年、テレビ朝日） - ヤクザ 役
- 夏の恋は虹色に輝く 第1話（2010年、フジテレビ） - ヤクザ 役
- run for money 逃走中 日本昔話（2010年6月27日、フジテレビ） - 鬼 役
- 悪党〜重犯罪捜査班 第7話（2011年、テレビ朝日） - 氷室配下 役
- そこをなんとか（2012年、NHK） - 弁護士 役
- 松本清長没後20年特別企画「市長死す」（2012年4月3日、フジテレビ） - イッセー尾形吹き替え
- ダブルフェイス 潜入捜査編（2012年10月15日、TBS） - 刑事 役[2]
- 木曜8時のコンサート（2012年、NHK） - カラミ
- 金曜プレステージ「山村美紗サスペンス・黒の滑走路3・空港大パニックの中仕組まれた完全犯罪!」（2013年8月9日、フジテレビ） - 壇 役[2]
- SPEC〜零〜（2013年、TBS）
- ドラマW MOZU Season2〜幻の翼〜 第1話（2014年6月29日、WOWOW） - 私服公安 役
- 遺留捜査 スペシャル2（2014年8月9日、テレビ朝日） - SIT 役[2]
- 荒神（2018年2月17日、NHK BSプレミアム） - 砦の副官 役[2]
- 絶対零度〜未然犯罪潜入捜査〜 最終話（2018年9月10日、フジテレビ） - 警察官僚 役[2]

### 特撮テレビドラマ
- 仮面ライダーシリーズ（テレビ朝日）
  - 仮面ライダー龍騎（2002年 - 2003年） - シアゴースト[3]、レイドラグーン[3]
  - 仮面ライダー響鬼（2005年 - 2006年）
  - 仮面ライダーカブト（2006年 - 2007年）
  - 仮面ライダー電王（2007年 - 2008年）
  - 仮面ライダーキバ（2008年 - 2009年）
- スーパー戦隊シリーズ（テレビ朝日）
  - 星獣戦隊ギンガマン（1998年 - 1999年）
  - 救急戦隊ゴーゴーファイブ（1999年 - 2000年）
  - 忍風戦隊ハリケンジャー（2002年 - 2003年） - 中忍、ウナダイゴ[4]、下忍マゲラッパ、偽ハリケンレッド[5]
  - 爆竜戦隊アバレンジャー（2003年 - 2004年） - バーミア兵[6]
  - 特捜戦隊デカレンジャー（2004年 - 2005年） - デカブレイク（Episode.50）[7]、ビョーイに憑依された男 役（第25話）
  - 魔法戦隊マジレンジャー（2005年 - 2006年）
  - 轟轟戦隊ボウケンジャー（2006年 - 2007年）
  - 獣拳戦隊ゲキレンジャー（2007年 - 2008年）
  - 炎神戦隊ゴーオンジャー（2008年 - 2009年）
  - 宇宙戦隊キュウレンジャー（2017年 - 2018年）

### 映画
- 仮面ライダーシリーズ
  - 劇場版 仮面ライダー555 パラダイス・ロスト（2003年） - オルフェノク、ライオトルーパー
  - 劇場版 仮面ライダー剣 MISSING ACE（2004年）[8]（ノンクレジット）
  - 劇場版 仮面ライダー響鬼と7人の戦鬼（2005年） - 魔化魍忍群
  - 劇場版 仮面ライダーカブト GOD SPEED LOVE（2006年）[9]（ノンクレジット）
  - 劇場版 仮面ライダー電王 俺、誕生!（2007年） - 敵イマジン）
  - 劇場版 仮面ライダー電王&キバ クライマックス刑事（2008年） - 人間体のファンガイア
  - 劇場版 仮面ライダーキバ 魔界城の王（2008年）
  - 仮面ライダー1号（2016年）[2]
- スーパー戦隊シリーズ
  - 忍風戦隊ハリケンジャー シュシュッと THE MOVIE（2002年） - 分身イエロー[10]
  - 爆竜戦隊アバレンジャー DELUXE アバレサマーはキンキン中!（2003年）
  - 轟轟戦隊ボウケンジャー THE MOVIE 最強のプレシャス（2006年）
  - 電影版 獣拳戦隊ゲキレンジャー ネイネイ!ホウホウ!香港大決戦（2007年）
  - 炎神戦隊ゴーオンジャー BUNBUN!BANBAN!劇場BANG!!（2008年）
- イン・ザ・プール（2005年）
- 椿三十郎（2007年）（侍役）
- ワイルド7（2011年）（機動隊員役）
- エイトレンジャー∞（2012年）
- 探偵はBARにいる2 ススキノ大交差点（2013年） - 池内万作吹き替え
- ヌイグルマーZ（2014年） - ゾンビ 役[2]
- 暗殺教室（2015年） - 特殊部隊隊員 役[2]
- 暗殺教室〜卒業編〜（2016年） - 自衛隊員 役[2]
- 関ヶ原（2017年） - アクションクルー[2]
- 仮面ライダー×スーパー戦隊 超スーパーヒーロー大戦（2017年）

### CM
- バンダイ 戦隊シリーズ キャラクターCM
- NTTドコモ iモード ヒーロー篇（2005年） - 新Bフレッシュマン 役
- ニンテンドーDS用ゲームソフト「プロ野球チームをつくろう!」（2008年） - プロ野球選手 役
- お好み焼き 道頓堀（2010年） - ヒーロー 役[2]
- ヒーローバンク（2014年） - コック 役[2]

### 舞台
- Endless SHOCK（2014年、帝国劇場） - セーフティー
- マルガリータ～戦国の天使たち～（2014年、EXシアター六本木） - アンサンブル[2]
- なにわ侍 団五郎一座（2015年、日生劇場） - アンサンブル[2]
- 新・水滸伝（2015年、新歌舞伎座） - アンサンブル[2]
- 幻の城～戦国の美しき狂気～（2015年、EXシアター六本木） - アンサンブル[2]
- ミュージカル バイオハザード（2016年、赤坂ACTシアター） - アンサンブル[2]
- もっと歴史を深く知りたくなるシリーズ - アンサンブル[2]
  - もっと歴史を深く知りたくなるシリーズ 剣豪将軍 義輝（2016年、EXシアター六本木）
  - もっと歴史を深く知りたくなるシリーズ 桃山ビート・ドライブ（2017年、EXシアター六本木）
  - もっと歴史を深く知りたくなるシリーズ 桃山ビート・ドライブ～再び傾かん～（2019年、京都劇場 他）
- 暁のヨナ（EXシアター六本木） - アンサンブル[2]
  - 暁のヨナ〜緋色の宿命編〜（2018年）
  - 暁のヨナ〜烽火の祈り編〜（2019年）
- 「新・幕末純情伝」FAKE NEWS（2018年、紀伊國屋ホール） - 浪士 役[2]
- THE BLANK! ～近松門左衛門 空白の十年～（2019年、よみうり大手町ホール 他） - アンサンブル[2]

### イベント
- JAE NAKED LIVE「がんばろう 日本！」（2011年）

### 戦隊ヒーローショー
- 百獣戦隊ガオレンジャー
  - 百獣戦隊ガオレンジャー 後楽園ゆうえんちに現わる!!（2001年、スカイシアター）
  - 合体パワーアニマル ガオキング登場（2001年、スカイシアター）
  - 邪鬼退散！燃えよ夏の陣（2001年、スカイシアター）
  - 新戦士ガオシルバー参戦!!（2001年、スカイシアター）
  - ガオレンジャー危うし！アギト緊急出動!!（2001年〜2002年、スカイシアター）
  - オルグ消滅！さらば素顔の6戦士!!（2002年、スカイシアター）
- 忍風戦隊ハリケンジャー
  - 忍風戦隊ハリケンジャー 後楽園ゆうえんちに現わる!!（2002年、スカイシアター）
  - 迫る2つの影！ゴウライジャー参上!!（2002年、スカイシアター）
  - 超忍法集結！砕けジャカンジャの野望!!（2002年、スカイシアター）
  - 緑の光弾 シュリケンジャー合流!!（2002年、スカイシアター）
  - 最強の布陣！龍騎＆ナイト参戦!!（2002年〜2003年、スカイシアター）
  - 素顔の戦士！後楽園ゆうえんち最後の戦い!!（2003年、スカイシアター）
- 爆竜戦隊アバレンジャー
  - 爆竜戦隊アバレンジャー 東京ドームシティスカイシアターに現わる！（2003年、スカイシアター）
  - 激突！アバレキラーVSアバレンジャー!!（2003年、スカイシアター）
  - 地球最大のピンチ！アバレマックス登場!!（2003年、スカイシアター）
  - レッド戦士 夢の挑戦！（2003年〜2004年、スカイシアター）
  - 爆竜帰る！さらば僕らの戦士!!（2004年、スカイシアター）
- 特捜戦隊デカレンジャー
  - 特捜戦隊デカレンジャー スカイシアターに現わる！（2004年、スカイシアター）
  - 特捜合体！デカレンジャーロボ出動!!（2004年、スカイシアター）
  - 地獄の番犬・デカマスター登場!!（2004年、スカイシアター）
  - 正義の怒り！6つのパワー炸裂!!（2004年、スカイシアター）
  - ダイノガッツ炸裂！友情の緊急出動!!（2004年〜2005年、スカイシアター）
  - テツ合流！素顔の戦士最終出動!!（2005年、スカイシアター）
- 魔法戦隊マジレンジャー
  - 魔法戦隊マジレンジャー！スカイシアターに現わる！（2005年、スカイシアター）
  - 魔法合体！マジキング降臨!!（2005年、スカイシアター）
  - 夢の競演！最強ユニット結成!!（2005年、スカイシアター）
  - 魔法大戦！奇跡の兄弟パワー発動!!（2005年、スカイシアター）
  - 魔法伝説！無敵のパワー覚醒!!だニャ〜（2005年〜2006年、スカイシアター）
  - ヒカルの勇気！マジで決めるぜ最終決戦!!（2006年、スカイシアター）
- 轟轟戦隊ボウケンジャー
  - 轟轟戦隊ボウケンジャー！スカイシアターに現る!!（2006年、スカイシアター）
  - 轟轟合体！ダイボウケン出動!!（2006年、スカイシアター）
  - 真夏の大冒険！甦れ伝説の戦士たち！（2006年、スカイシアター）
  - スーパー戦隊シリーズ30作、仮面ライダーシリーズ30周年記念・ダブルヒーローフェスティバル（2006年、スカイシアター）
  - カブト参戦！燃えろ友情の冒険魂!!（2006年〜2007年、スカイシアター）
  - 未来への冒険！素顔の戦士ラストミッション!!（2007年、スカイシアター）
- 獣拳戦隊ゲキレンジャー
  - 獣拳戦隊ゲキレンジャー！スカイシアターに現わる!!（2007年、スカイシアター）
  - ゲキワザ！獣拳合体！ゲキトージャ出激気!!（2007年、スカイシアター）
  - 俺、参上！友情の電激気パワー炸裂!!（2007年、スカイシアター）
  - 新拳士現わる！奇跡の大集激気!!（2007年、スカイシアター）
  - 目覚めろ野獣の力！突激気大作戦!!（2007年〜2008年、スカイシアター）
  - 獣拳結集！衝激気のファイナルバトル!!（2008年、スカイシアター）
- 炎神戦隊ゴーオンジャー
  - 炎神戦隊ゴーオンジャー！スカイシアターに現る!!（2008年、スカイシアター）
  - 炎神合体！エンジンオーG6降臨!!（2008年、スカイシアター）
  - 天空の戦士！ゴーオンウイングス登場!!（2008年、スカイシアター）
  - 最強パワー炸裂！LETS GO-ON！（2008年、スカイシアター）
  - 熱き友情！正義のドリフトパワー発動!!（2008年〜2009年、スカイシアター）
  - グランプリファイナル！素顔の戦士ラストラン!!（2009年、スカイシアター）
  - さよならスカイシアター！熱き思いよ甦れ!!（2009年、スカイシアター）
- 侍戦隊シンケンジャー  - シンケンブルー
  - 侍戦隊シンケンジャー！シアターGロッソに見参!!（2009年、シアターGロッソ）
  - シンケンゴールド見参！海中決戦之幕（2009年、Gロッソ）
  - スーパーシンケンジャー見参！真侍技之幕（2009年〜2010年、Gロッソ）
  - モヂカラ集結!!最終決戦之幕（2010年、Gロッソ）
- 天装戦隊ゴセイジャー
  - 天装戦隊ゴセイジャー！シアターGロッソに現る！！（2010年、Gロッソ）
  - ゴセイナイト降臨！正義のパワー天装!!（2010年、Gロッソ）
  - 激突！ゴセイジャーVSダークゴセイジャー（2010年〜2011年、Gロッソ）
  - 護星天使降臨！奇跡のラストターン（2011年、Gロッソ）
- 海賊戦隊ゴーカイジャー
  - 海賊戦隊ゴーカイジャー シアターGロッソに現る!!（2011年、Gロッソ）
  - 全速前進！ゴーカイシルバー登場!!（2011年、Gロッソ）
  - 海賊パワー炸裂！宝島大決戦!!（2011年、Gロッソ）
  - バスコ現る！空中都市真冬の大激突!!（2011年〜2012年、Gロッソ）
  - 海賊集結！決めるぜファイナルウエーブ（2012年、Gロッソ）
- 特命戦隊ゴーバスターズ
  - 特命戦隊ゴーバスターズ シアターGロッソに現る！（2012年、Gロッソ）
  - 緊急出動！ ゴーバスターエース発進!!（2012年、Gロッソ）

### Vシネマ
- スーパー戦隊シリーズ
  - 爆竜戦隊アバレンジャーVSハリケンジャー（2004年）
  - 特捜戦隊デカレンジャーVSアバレンジャー（2005年）
  - 轟轟戦隊ボウケンジャーVSスーパー戦隊（2007年）
- 仮面ライダーシリーズ
  - 仮面ライダーカブト 超バトルDVD 誕生!ガタックハイパーフォーム!!（2006年）
  - 仮面ライダー電王 超バトルDVD 〜うたって、おどって、大とっくん!!〜（2007年）
  - 仮面ライダーゴースト 伝説!ライダーの魂! 1号&平成編（2016年）

### ゲーム
- スーパー戦隊バトル ダイスオーDX（2012年、バンダイ） - キャプチャープレイヤー
- 仮面ライダーバトル ガンバライジング（2014年 - 2017年、アーケード） - モーションプレイヤー[2]

### PV
- KAT-TUN NO MORE PAIИ（2010年） - アクションクルー[2]

### その他
- 三井不動産レジデンシャル製作WEBドラマ「タイムスリップ!堀部安兵衛」（2014年） - 赤穂浪士 役
- でこぼこフレンズ　-　けんバーン役
- パトライト製音声合成装置旧アナウンス